# Indigofera peltieri
Indigofera peltieri är en ärtväxtart som beskrevs av Du Puy och Jean-Noël Labat. Indigofera peltieri ingår i släktet indigosläktet, och familjen ärtväxter. Inga underarter finns listade i Catalogue of Life.